# ونكة شائعة

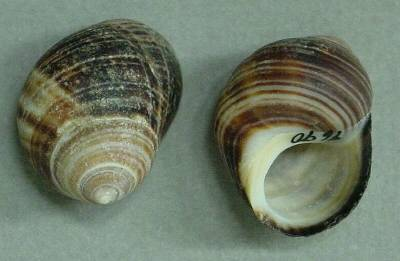
منظر علوي وسفلي لصدفة الونكة الشائعة

الونكة الشائعة (الاسم العلمي:Littorina littorea) (بالإنجليزية: Common Periwinkle أو Edible Periwinkle)‏ هي نوع من الرخويات تتبع جنس الونكة من فصيلة الونكات. وهي من الحلازين المائية الصالحة للأكل، والتي تنتشر في السواحل الشمالية الشرقية والشمالية الغربية من المحيط الأطلسي. تعيش الونكة في السواحل الصخرية والبرك الصغيرة، كما يمكن إيجادها في مكامن طينية، وفي بعض الأنواع الاستوائية، عند جذور أشجار المنغروف.
لصدفة الونكة 5 أو 6 التفافات، وتكون في العادة ناعمة، خاصة عند الونكات المتقدمة في العمر، ولها أيضاً خطوط عمرية بورسيلينية وثلمات بسيطة ناتجة من الالتفافات، تكون واضحة عند الصغار وتخفت أثناء التقدم في العمر، لتمنح الصدفة مظهرها الناعم، وهي مخروطية ذات قمة مدببة، تتراوح في لونها ما بين الأسود، البني، الأحمر، الرمادي، لكنها في أغلب الأحيان سوداء أو رمادية بنية دانة، ويبهت اللون في المناطق العلوية، بينما تكون الالتفافات أغمق في اللون عادة. يبلغ أقصى ارتفاع للصدفة 52 ملم.
تتغذى الونكة الشائعة على بعض أنواع الطحالب والدياتومات، وهو من الحيوانات التي يمكن استخدامها كمؤشرات لحدوث تلوث في البيئات المائية، نظراً لقدرتها على تجميع بقايا العناصر والمركبات، وحدوث تغيرات سلوكية ملحوظة. يمكن للأنثى وضع ما بين 10000 إلى 100000 بيضة أثناء موسم التزاوج، وتتستغرق فترة النضوج ما بين 2 إلى 3 سنوات. تضع الأنثى بيوضها مباشرة في الماء في كبسولات، يبلغ عرضها 1 ملم، وبإمكانها احتواء حوالي تسعة بيوض، إلا أنها تحوي في العادة حوالي 2 أو 3 بيوض فقط.